# Tripterospermum pingbianense
Tripterospermum pingbianense är en gentianaväxtart som beskrevs av Cheng Yih Wu och C.J. Wu. Tripterospermum pingbianense ingår i släktet Tripterospermum och familjen gentianaväxter. Inga underarter finns listade i Catalogue of Life.